# روسالینا
روسالینا (به بلغاری: Rusalina) یک منطقهٔ مسکونی در بلغارستان است که در شهرستان چرنوچن واقع شده‌است.
 روسالینا ۲٫۳۱۷ کیلومتر مربع مساحت و ۱۳ نفر جمعیت دارد.